# Hemsedal
Hemsedal est une commune de Norvège. Elle est située dans le comté de Buskerud. Hemsedal est surtout connu pour sa station de ski. La station compte 41 km de pistes, elle est réputée pour être une des meilleures stations de ski de Scandinavie.